# Indalo

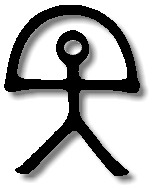
Indalo

Indalo – prehistoryczny symbol magiczny pochodzący z terenu hiszpańskiej Andaluzji.
Datowane na okres neolitu (ok. 6 tysięcy lat temu) malowidło przedstawiające Indalo, wykonane ochrą, zostało odkryte w 1868 roku przez Antonio Gongónia y Martineza w jaskini Los Letreros, położonej w górach Las Vélez niedaleko Vélez-Blanco w prowincji Almería. Przedstawia ono antropomorficzną postać z rozpostartymi rękoma, w których trzyma rozciągający się ponad swoją głową łuk. Jego znaczenie jest niepewne, przyjmuje się, iż jest to wizerunek jakiegoś bóstwa trzymającego tęczę. Być może był to rodzaj amuletu ochronnego, mającego odegnać złe moce.
Obecnie wizerunek Indalo stanowi oficjalny symbol miasta Mojácar i prowincji Almería. Traktowany jest jako symbol szczęścia i pomyślności i szeroko wykorzystywany przez przemysł turystyczny, można go spotkać na różnych pamiątkach z regionu, t-shirtach i breloczkach.